# Col du Firstplan
Le col du Firstplan  est un col des Vosges, situé dans le Haut-Rhin, en France, à 722 mètres d'altitude. Il permet de franchir un massif très boisé dominant la plaine d'Alsace à l'est du Petit Ballon.

## Événements

### Ascension cycliste
Le Tour de France a emprunté quatre fois le col, avec les passages en tête des coureurs suivants :
- 1969 : Joaquim Agostinho  Portugal
- 1971 : Joop Zoetemelk  Pays-Bas
- 2009 (13e étape)[2] : Heinrich Haussler  Allemagne.
- 2014 (10e étape) : Thomas Voeckler  France.

### Rallyes automobiles
Le rallye régional du Florival emprunte la route du col du Firstpan. Le rallye d'Alsace comptant pour le Championnat du monde des rallyes est également passé par le col du Firstplan en 2010 et 2011.
Le championnat du monde des rallyes 2010, lors de la Spéciale SS2 Firstplan longue de 16,9 km. Partant de Gueberschwihr pour arriver au-dessus de Soultzbach-les-Bains, les deux spéciales sont remportées par Sébastien Loeb, septuple champion du monde et régional de l'étape alsacienne de la WRC. Le sportif alsacien a commencé sa carrière de pilote sur ce col en 1997.
Le 1er octobre 2011, le rallye d'Alsace y repasse lors des Spéciales 10 et 14 Firstplan longues de 16,5 km. La spéciale 10 est remportée par Petter Solberg et la spéciale 14 par Sébastien Ogier.